# ロンリー・カナリア
「ロンリー・カナリア」（LONELY CANARY）は、1985年1月9日に発売された柏原芳恵の20枚目のシングル。

## 概要
A面曲「ロンリー・カナリア」の作詞・作曲は、前作「最愛」に続いて中島みゆきが担当した。柏原のシングルで中島の作品はこれで通算4作目となるが、現時点で最後の楽曲でもある。
オリコンチャートでは最高位8位で、シングル売上は11.5万枚を記録。TBS系『ザ・ベストテン』での最高位は8位だった。
B面曲の「乳白色のプリズム」は、高田みづえの1977年発売のアルバム『びいどろざいく』収録曲のカバーで、1984年には長山洋子もデビューシングル「春はSA・RA SA・RA」のB面曲として「夢の色」とタイトルを変えてカバーしている。

## 収録曲
1. ロンリー・カナリア (3分58秒)
作詞・作曲：中島みゆき／編曲：梅垣達志
2. 乳白色のプリズム (3分45秒)
作詞：島武実／作曲：宇崎竜童／編曲：馬飼野康二

## カバー
- ロンリー・カナリア
  - 中島みゆき（1989年） - セルフカバー。アルバム『回帰熱』に収録。
- 乳白色のプリズム
  - 松居直美（1995年） - シングル『乳白色のプリズム／わかって』に収録。